# Çadırkaya, Tercan
Çadırkaya là một thị trấn thuộc huyện Tercan, tỉnh Erzincan, Thổ Nhĩ Kỳ. Dân số thời điểm năm 2010 là 2.824 người.